# Оскар Бауман
 Тази статия е за топографа Оскар Бауман.  За други личности със същата фамилия вижте Бауман.  
Оскар Бауман (на немски: Oscar Baumann) е австро-унгарски учен (топограф, етнограф) и дипломат (консул).

## Ранни години (1864 – 1888)
Роден е на 25 юни 1864 г. във Виена, Австро-Унгария. През 1885 г. задочно завършва Виенския университет, специалност естествена история и география, като през този период във връзка с дипломната си работа посещава Черна гора.
Веднага след завършване на образованието си е поканен да участва в проучвателната експедиция на Оскар Ленц в басейна на река Конго, но скоро е принуден да се върне поради заболяване. През 1886 г. по време на възстановяването си, провежда етнографски изследвания на остров Фернандо По (Масиас Нгема Биого). След завръщането си в Европа през 1888 г. получава докторска степен по география от Университета в Лайпциг.

## Експедиции в Африка (1888 – 1893)
През 1888 г. заедно с Ханс Мейер извършва картиране на планината Усамбара (2230 м) в Северозападна Танзания, а през 1890 г. самостоятелно отново изследва Усамбара и разположената на северозапад от нея планина Паре. Същата година публикува във Виена книгата си „В Германска Източна Африка по време на въстанието“, която представлява ценен принос за по-нататъшното опознаване на Танзания.
През януари 1892 г. предприема нова експедиция като се отправя на северозапад от Танга (в Североизточна Танзания) във вътрешността на страната за търсене на пряк път от крайбрежието до езерото Виктория. Достига до масива Килиманджаро и продължава на запад през степната област Масаи. В началото на март на 3°35′ ю. ш. 35°50′ и. д. / 3.583333° ю. ш. 35.833333° и. д. открива соленото езеро Маняра, най-южното от гирлянда от езера в Източноафриканския рифт, известно дотогава на европейците само по сведения от местното население. На северозапад от него открива огромната вулканичната калдера Нгоронгоро с езерото Магади в нея (2°25′ ю. ш. 36°00′ и. д. / 2.416667° ю. ш. 36° и. д.). На югозапад от Нгоронгоро открива езеро Еяси. От него тръгва на северозапад, пресича платото Серенгети и достига до югоизточното крайбрежие на езерото Виктория. Картира югоизточната му част и отново се връща до езерото Еяси. Изследва го и установява, че в югозападния му ъгъл се влива откритата по-рано от Хенри Мортън Стенли река Вембере-Сибити. През август 1892 г. се движи на запад покрай южното крайбрежие на Виктория към границите на Бурунди и Руанда. Открива и картира две от реките съставящи река Кагера – Рувуву и Аканяру, а третата Няварунгу по събрани от местното населения данни я нанася схематично. Изследва вододела между Кагера и реките вливащи се в езерото Танганика, като по този начин става първият европеец, който посещава територията на днешна Руанда. От извора на Рувуву се отправя на юг и изследва част от северното крайбрежие на Танганика. От там тръгва на югоизток, преминава недалеч от извора на река Рувиронза (десен приток на Рувуву), през областта на горното течение на река Малагараси (вливаща се от изток в езерото Танганика) и достига до Табора в Централна Танзания. На обратния път посещава отново езерото Маняра и през степта Масаи през февруари 1893 г. завършва своето пътешествие при Пангани на брега на Индийския океан.

## Следващи години (1894 – 1899)
През 1896 г. Бауман е назначен от австро-унгарското правителство за консул в Занзибар и в периода 1898 – 1899 г. изследва островите Занзибар (1658 км2), Пемба (5°15′ ю. ш. 39°45′ и. д. / 5.25° ю. ш. 39.75° и. д., 984 км2) и Мафия (7°50′ ю. ш. 39°50′ и. д. / 7.833333° ю. ш. 39.833333° и. д.).
По време на повече от 10-годишното си изследване на Германска Източна Африка Бауман събира огромно количество (над 3500) артефакти – оръжия, инструменти, бижута, музикални инструменти и други от бита на местното население, които по-късно са изложени във Виенския музей по етнология. Неговите пътувания са придружени и с голямо количество прецизни астрономически наблюдения, на базата на които са изработени много точни за времето си топографски карти на посетените от него райони.
През 1899 г. се разболява тежко от инфекциозна болест, в резултат на което на 12 октомври умира във Виена на 35-годишна възраст.

## Трудове
- Die kartographischen Ergebnisse der Massai-Expedition, <Petermanns Geogr. Mitteilungen>, Erg.-Heft Nr. 111, Gotha, 1894
- Durch Massailand zur Nilquelle, Berlin, 1894